# Tura-Dagan
Tura-Dagan va ser un governador de la ciutat-estat de Mari, a l'antiga Mesopotàmia, que va regnar entre els anys 2075 aC i 250 aC aproximadament. Era fill d'Apilkin i germà d'Ili-Ishar, tots dos també governadors de Mari abans d'ell.
Portava el títol de shakkanakku que tenien tots els prínceps del regne de Mari ses de finals del tercer mil·lenni aC fins a principis del segon mil·lenni aC. Va ser contemporani de la Tercera dinastia d'Ur, i amb la ciutat d'Ur tenia molt bones relacions, tot i que potser eren de vassallatge.
Va tenir un fill que el va succeir, Puzur-Ishtar. Es conserva d'ell una estàtua sense cap i molt malmesa. També diversos segells i inscripcions fan referència a Tura-Dagan. El seu fill Puzur-Ishtar va ofrenar una estàtua al déu Enki, que es conserva, on hi diu que fa l'ofrena en nom del seu pare i on escriu les malediccions habituals contra el que modifiqui les lletres.